# Karolina Chrapek
Karolina Chrapek, née le 18 janvier 1990 à Würzbourg, en Allemagne, est une skieuse alpine polonaise.

## Biographie
Elle participe à ses premières courses FIS en 2006. Elle démarre en Coupe du monde en décembre 2009 à Lienz.
Elle compte deux sélections aux Championnats du monde, en 2011 et 2013, avec une vingtième place en super combiné comme meilleur résultat en 2011.
Elle prend part aux Jeux olympiques d'hiver de 2014, où elle est notamment 33e en descente et en slalom géant et 17e du super combiné.
Elle obtient ses principaux succès lors des Universiades, récoltant cinq médailles entre 2011 et 2015.
En 2015, après avoir remporté trois titres nationaux, elle met fin à sa carrière sportive.

## Palmarès

### Jeux olympiques d'hiver
| Épreuve / Édition | Sotchi 2014 |
| Descente          | 33e         |
| Super G           | Abandon     |
| Slalom géant      | 33e         |
| Slalom            | Abandon     |
| Combiné           | 17e         |

### Championnats du monde
| Épreuve / Édition | Garmisch-Partenkirchen 2011 | Schladming 2013 |
| Super G           | 34e                         |                 |
| Slalom géant      | Abandon                     | Abandon         |
| Slalom            | 33e                         |                 |
| Combiné           | 20e                         | 27e             |

### Universiades
- Erzurum 2011 :
  -  Médaille d'argent en super G.
  -  Médaille de bronze en slalom géant.
- Trente 2013 :
  -  Médaille d'argent en super G.
  -  Médaille de bronze en descente.
- Sierra
Nevada 2015 :
  -  Médaille d'argent en super G.

### Championnats de Pologne
- Championne de slalom, super G et combiné en 2015.